# Kurt Otten
Kurt Otten (* 2. März 1926 in Trier; † 23. April 2016) war ein deutscher Anglist.

## Leben
Nach dem Notabitur 1944 leistete er den Kriegsdienst. Er verbrachte fast vier Jahre in französischer und englischer Gefangenschaft. Das Studium der Fächer Englisch, Französisch und Latein in Tübingen schloss er mit dem Staatsexamen ab. Nach dem Referendariat, der Promotion (Die Zeit in Gehalt und Gestalt der frühen Dramen Shakespeares) am 16. August 1954, Habilitation (König Alfreds Boethius) 1962 wurde er 1962 Gastprofessor in Hamburg. 1963 übernahm er einen Lehrstuhl für Englische Philologie in Marburg. 1975 folgte er einem Ruf nach Heidelberg.

## Schriften (Auswahl)
- Der englische Roman vom Naturalismus bis zur Bewusstseinskunst. Berlin 1986, ISBN 3-503-02237-6.
- Der englische Roman. Entwürfe der Gegenwart: Ideenroman und Utopie. Berlin 1990, ISBN 3-503-02295-3.
- Burke, Carlyle und die Französische Revolution. Zur Vorgeschichte von Dickens, A tale of two cities. Heidelberg 1992, ISBN 3-533-04504-8.
- Die Masslosen, die Arglosen und die Kopflosen. Von der Bildungsreform zur Bildungskatastrophe. Aufsätze 1973–1993. Heidelberg 1993, ISBN 3-9802440-3-2.